# Robert Kunzmann
Die Robert Kunzmann GmbH & Co. KG ist ein deutsches Unternehmen im Automobilvertrieb. Es ist an zehn Standorten vorwiegend im Großraum Aschaffenburg vertreten und beschäftigt etwa 1000 Mitarbeiter an acht Standorten.

## Unternehmensgeschichte

### Gründung im Jahr 1935
1935 wurde das Autohaus als Aschaffenburger Mercedes-Benz-Vertretung gegründet. Der Eintrag ins Handelsregister erfolgte zum 8. April 1940 unter dem Namen Robert Kunzmann & Co. KG. Bis 1945 war der Firmensitz in der Darmstädter Straße. Im Jahr 1948 zog man in die Kaserne in die Spessartstraße, musste aber wegen der Nutzung durch die US-Armee in eine Scheune in der Leinwanderstraße umziehen. 1952 wurde eine Kfz-Werkstatt in der Heinsestraße 10 in der Innenstadt bezogen.

### 1956–1970
1956 trat Familie Diehm als Kommanditist in die Firma ein. 1957 wurde eine neue Reparaturhalle am heutigen Firmensitz in der Auhofstraße 29 in Aschaffenburg gebaut. 1962 wurde Ernst Diehm Geschäftsführer, 1964 Wolfgang Diehm Prokurist. 1967 wurde der Zweigbetrieb in der Landstraße 62 in Wörth am Main neu gebaut. 1970 verstarb der Firmengründer Robert Kunzmann im Alter von 68 Jahren. Im selben Jahr wurde ein separates Nutzfahrzeug-Service-Center in Aschaffenburg gebaut.

### 1971–1991
1972 wurde ein Zweigbetrieb in Alzenau errichtet. Ein Jahr später zog man in den Neubau eines separaten Verwaltungsgebäudes in der Auhofstraße 29 in Aschaffenburg. Im selben Jahr wurde noch ein Ausstellungsraum in der Weichertstraße 13 in Aschaffenburg errichtet. Ende der 1970er schied Ernst Diehm aus dem Unternehmen aus und Wolfgang Diehm übernahm allein die Geschäftsführung.
1981 wurde ein Lack-Center für Personen- und Lastkraftwagen in der Auhofstraße errichtet, es wurde 1988 erweitert. Drei Jahre später modernisierte man den Zweigbetrieb in Wörth am Main. 1987 erweiterte man in der Auhofstraße das Service-Center. 1990 und 1991 gab es Umbauten in Alzenau.

### 1992–2001
1995 wurde der Nutzfahrzeugbetrieb in Stockstadt neu errichtet, die Nutzfahrzeug-Abteilung zog von Aschaffenburg dorthin. 1997 erbaute man die Ausstellungshalle in der Auhofstraße neu. 1998 erhielt die Robert Kunzmann GmbH & Co. KG die Vertriebsrechte der Mercedes-Benz-Vertretung Kreis in Gelnhausen, das Autohaus Kreis wurde 2000 vollständig übernommen. 1999 wurde die Mercedes-Benz-Vertretung in Höchst im Odenwald übernommen.

### Seit 2002
2002 nahm man das Transporter-Gebrauchtwagen-Center (TGC) in Stockstadt in Betrieb. 2004 wurde das Service-Center in Höchst/Odenwald geschlossen. Im Jahr 2005 wurde die Leo Steinbrecher GmbH in Dietzenbach angepachtet, ein VW-Transporter-Service-Center in Nilkheim errichtet, das Service-Center in Alzenau umgebaut, eine Omnibus-Service-Halle in Stockstadt fertiggestellt und das Service-Center in Nilkheim erweitert. Im Jahre 2006 wurde Karl Diehm Geschäftsführer neben Wolfgang Diehm. Außerdem wurde das Autohaus Lotz in Obertshausen übernommen.
Seit 2007 werden im Betrieb in Stockstadt Nutzfahrzeuge der Marke Mitsubishi Fuso repariert und verkauft. 2008 kam es zur Errichtung eines VW-Servicestandorts für PKW in Aschaffenburg, zur Eröffnung des freien Werkstätten-Systems „Autocrew“ in Wörth am Main und zur Einweihung des neuen Lack- und Karosseriezentrums im Hauptbetrieb in Aschaffenburg. 2009 wurde der Smart-Service-Standort in Obertshausen eröffnet. Der Mercedes-Benz Nfz-Service des Betriebes Alzenau wurde 2010 nach Gelnhausen verlagert. In Aschaffenburg erneuerte man 2011 die Fassade des Verwaltungsgebäudes und eröffnete im gleichen Jahr den Smart Verkauf und Service. Im Standort Alzenau wurde der VW Service für Pkw und Nfz eingerichtet.
2012 wurde die Ausstellungshalle des Hauptbetriebes Aschaffenburg umgebaut. Zudem das Autohaus Nold GmbH in Groß-Gerau übernommen.
2014 wurden die Betriebe Obertshausen und Dietzenbach am Standort Dietzenbach zusammengeführt. Im Januar 2015 trat Andreas Tetzloff als Geschäftsführer ein, der 2019 ausschied. Wolfgang Diehm wechselte als Vorsitzender in den Beirat. Zum 1. April 2016 übernahm das Autohaus Kunzmann die Mercedes-Benz-Niederlassung in Fulda. 2022 erweiterte Sascha Stößel die Geschäftsführung. 2023 wurde in Büttelborn ein neuer Betrieb für den Service und das Gebrauchtwagengeschäft eröffnet. Der Betrieb in Groß-Gerau wurde dafür geschlossen.

## Standorte
Das Autohaus Kunzmann unterhält Standorte in folgenden Städten und Gemeinden: Aschaffenburg, Alzenau, Büttelborn, Dietzenbach, Fulda, Gelnhausen, Stockstadt am Main, Wörth.